# Diesen
Diesen ist eine französische Gemeinde mit 1029 Einwohnern (Stand 1. Januar 2022) im Département Moselle in der Region Grand Est (bis 2016 Lothringen). Sie gehört zum Arrondissement Forbach-Boulay-Moselle.

## Geografie
Die Gemeinde Diesen liegt am Rande des Warndt, unweit der Grenze zum Saarland. Nachbargemeinden sind Creutzwald im Norden, Carling im Südosten, Saint-Avold im Süden, Porcelette im Südwesten sowie Ham-sous-Varsberg im Westen.

## Bevölkerungsentwicklung

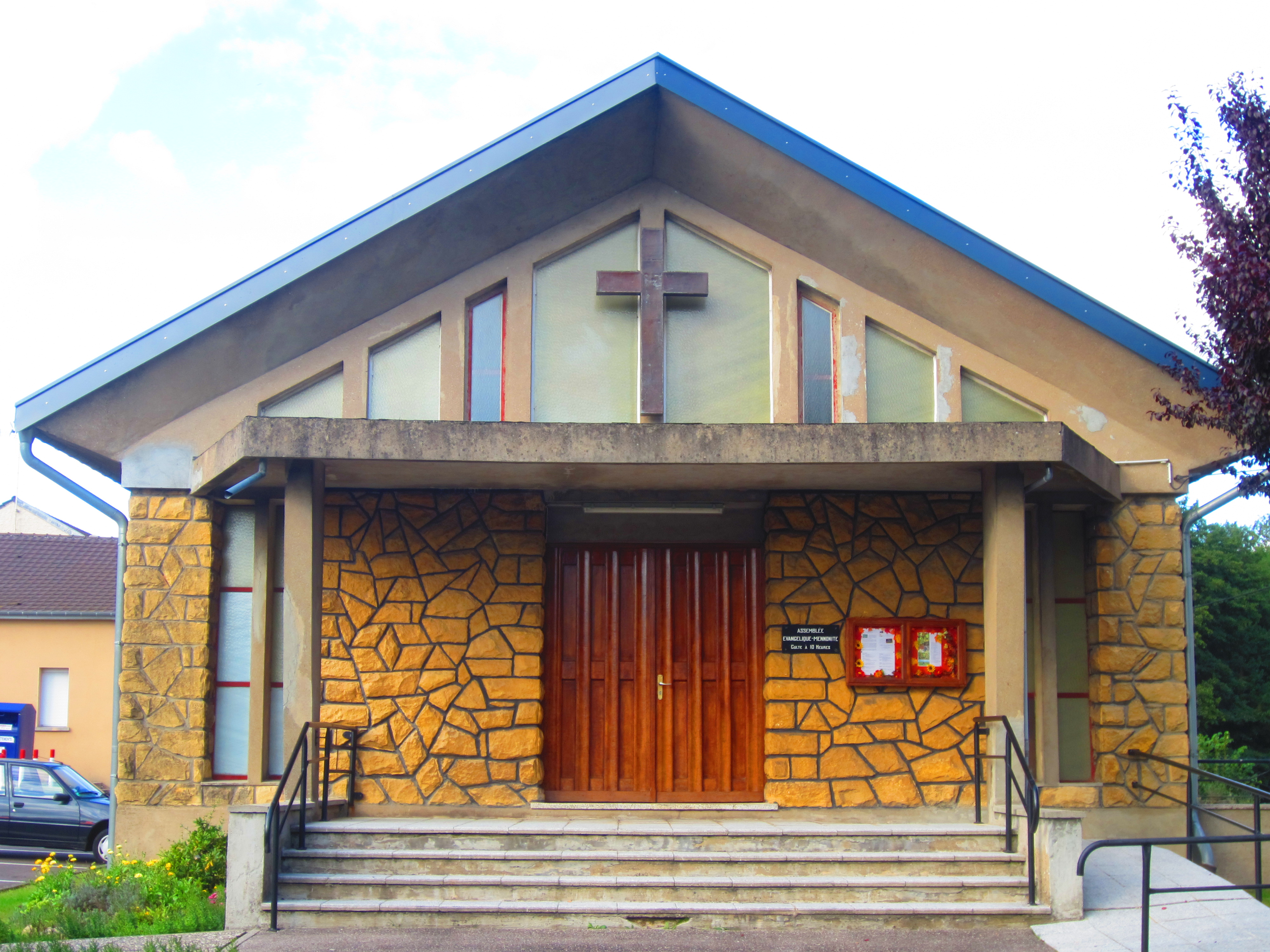
Mennoniten-Kirche in Diesen

| Jahr      | 1962 | 1968 | 1975 | 1982 | 1990 | 1999 | 2007 | 2019 |
| Einwohner | 1006 | 1017 | 1182 | 1137 | 1180 | 1144 | 1108 | 1057 |